# Scott Severin
Pour les articles homonymes, voir Severin.
Scott Severin est un footballeur écossais né le 15 février 1979 à Stirling. Il évolue au poste de milieu de terrain.

## Carrière
- 1997-04 : Heart of Midlothian  Écosse
- 2004-2009 : Aberdeen FC  Écosse
- 2009-2010 : Watford  Angleterre
  - fév. 2010-2010 : Kilmarnock FC  Écosse (prêt)
- 2010-2012 : Dundee Utd  Écosse[1],[2]

## Sélections
- 15 sélections (0 but) avec l'Écosse depuis 2001.